# Karl von Rokitansky
Baron Karl von Rokitansky (Hradec Králové, 19 de fevereiro de 1804 – Viena, 23 de julho de 1878) foi médico, patologista, humanista, filósofo e político liberal austríaco.

## Biografia
Carl von Rokitansky nasceu em Hradec Králové (em alemão:   Königgrätz), Boêmia. Ele estudou na Charles University em Praga (1821-1824) e obteve um doutorado em medicina em 6 de março de 1828 na Universidade de Viena. Em 1830, ele se tornou assistente de Johann Wagner, o professor de anatomia patológica, e o sucedeu em 1834 como prosector, sendo ao mesmo tempo professor extraordinário. Ele se tornou professor titular dez anos depois.
Tirou seu doutorado em 6 de Março de 1828 pela Universidade de Viena. Enquanto ainda um jovem professor, percebeu que a disciplina emergente da patologia poderia prestar um grande serviço para o trabalho clínico no hospital, oferecendo novas possibilidades diagnósticas e terapêuticas. Sob esta premissa, e depois que Gerard van Swieten (1700-1772) fundou a Primeira Escola de Medicina de Viena, Rokitansky lançou uma revolução científica. Com a criação da Segunda Escola de Medicina de Viena é colocada em marcha uma mudança de paradigma médica liderada por Rokitansky, Skoda e Joseph von Ferdinand Hebra, a partir de uma noção da medicina como uma visão naturalista campo filosófico, mais moderno, com foco na perspectiva do método científico. Com este lote de médicos vai desenvolver várias novas especializações médicas e emergir o fenômeno da especialização, o que dará uma reputação considerável na Escola de Viena.
Ele também desenvolveu um método conhecido como a técnica de autópsia de Rokitansky, que ainda é um dos métodos padrão usado hoje. Conta-se que Rokitansky supervisionou cerca de 70 000 autópsias, e conduziu pessoalmente cerca de 30 000, uma média de duas por dia, sete dias por semana durante 45 anos

## Técnica de Rokitansky
Karl Rokitansky estabeleceu as bases estruturais das doenças e a técnica de necrópsia com o estudo sistemático de cada órgão. Em 1866 já tinha feito mais de 30 mil necrópsias. Na sua técnica, os órgãos são examinados in situ, ou seja, dentro do cadáver, um a um. Desta forma, nesta técnica são realizados vários cortes em todos os órgãos internos, depois para serem retirados um a um.

## Oração ao Cadáver Desconhecido
Famosa Oração feita por Rokitansky ao Cadáver Desconhecido até hoje lembrada nas aulas de anatomia, disseminando o respeito e a memória ao cadáver para os alunos:
"Ao curvar-te com a lâmina rija de teu bisturi sobre o cadáver desconhecido, lembra-te que este corpo nasceu do amor de duas almas; cresceu embalado pela fé e esperança daquela que em seu seio o agasalhou, sorriu e sonhou os mesmos sonhos das crianças e dos jovens; por certo amou e foi amado e sentiu saudades dos outros que partiram, acalentou um amanhã feliz e agora jaz na fria lousa, sem que por ele tivesse derramado uma lágrima sequer, sem que tivesse uma só prece. Seu nome só Deus o sabe; mas o destino inexorável deu-lhe o poder e a grandeza de servir a humanidade que por ele passou indiferente."